# Behice Maan
Baronin Behice Maan (* 10. Oktober 1882 in Altindere Beynevit bei Adapazarı/Türkei; † 22. Oktober 1969 in Suadiye bei Istanbul) war die 12. Gattin von Sultan Abdülhamid II.
Behice Maan war die extravaganteste und verschwenderischste Frau von Sultan Abdülhamid II. Ihre Ausgaben und Verschuldungen trugen zum Sturz des Sultans bei. Behice Maan hatte innerhalb von fünf Jahren die Ausgaben des Hofes verdreifacht und wurde somit zum Sinnbild für Reichtum und Extravaganz. 
Behice war die Tochter von Baron Elbruz Maan und der Baronin Nazli Koc. Sie war die älteste von sechs weiteren Kindern. Ihr Vater hatte durch seine Schwester Sazkar, die mit dem Sultan verheiratet war, eine Anstellung am Hof bekommen. Als er hörte, dass Abdülhamid eine Braut für seinen Sohn Prinz Burhaneddin suche, brachte er seine Tochter an den Hof und stellte sie dem Sultan vor.
Doch Abdülhamid war von der Schönheit des jungen Mädchens so sehr angetan, dass er es selbst heiratete. Da die Tante schon zu den Frauen des Sultans gehörte, bestand Behice auf einem Ehevertrag. Dieser wurde am Tag der Hochzeit aufgenommen, dem 10. Mai 1900.
Ein Jahr nach der Vermählung gebar Behice Zwillinge (Prinz Bedreddin und Prinz Nureddin). Nach der Geburt ihrer Kinder konnte sich Behice mehr erlauben und ihre Ausgaben erhöhen. Sie begann ihre Verwandten am Hof zu installieren und für sie mehr Pensionen beim Sultan zu erbetteln. Im Jahre 1902 bezog der Vater eine Jahresrente von 300.000 Osmanischen Pfund und erhielt ein Herrenhaus in der Nähe des Yildiz Palastes. Die Hochzeit ihrer Schwester Baronin Tasvire Maan fand im Yıldız-Palast statt, außerdem erhielt sie eine Aussteuer von 90.000 Pfund und ihr Mann eine Anstellung am Hof. Ihre unverheirateten Schwestern bezogen eine Rente von 50.000 Pfund im Jahr und bei ihren Hochzeiten bekam jede von ihnen noch 50.000 Pfund Aussteuer. Die Mutter hatte ihren eigenen Hofstaat im Sultanspalast, wo ihr 20 Bedienstete unterstanden. Allein ihre Garderobe übertraf alles. Ständig wurden neue Kleider aus dem Ausland bestellt. Nicht einmal die Hauptfrau des Sultans selbst führte ein so extravagantes Leben wie Behice Maan.  
Die Ausgaben erreichten schließlich ein so hohes Niveau, dass der Finanzminister sich hierüber beklagte und auch der Sultan Abdülhamid selbst begann Behice öffentlich zu kritisieren. Dies war jedoch ohne Erfolg und die Ausgaben stiegen weiter, so dass Schulden bei armenischen Bankiers gemacht werden mussten. Die Ausgaben gingen erst zeitweise zurück, als Prinz Bedreddin 1903 plötzlich starb. Allein zwischen den Jahren 1901 und 1903 hatte Behice Maan das Osmanische Reich über 2.000.000 Pfund gekostet. Ein Jahr nach dem Tod des Sohnes begannen die Ausgaben abermals zu steigen. Behice kaufte sich drei Herrenhäuser zugleich am Bosporus, ließ sich vom persönlichen Künstler des Sultans, Fausto Zonaro, malen und bestellte bei Juwelieren für sich und ihre Verwandten Schmuck im Wert von 150.000 Pfund. 
Abdülhamid wandte sich nach dem Tod des Sohnes von ihr ab. Nach dem Sturz ihres Mannes 1909 begleitete Behice Maan ihn nicht ins Exil nach Saloniki. Stattdessen blieb sie in Istanbul, wo sie mit ihrem Sohn bis zur Vertreibung der Sultansfamilie im Hotel Maçka Palas lebte. 1924 ging sie mit ihrem Sohn nach Neapel. Erst 1969 durfte sie wieder in die Türkei einreisen und starb sieben Monate nach ihrer Rückkehr in Suadiye.